# Natação nos Jogos Pan-Americanos de 2023 - 200 m medley feminino
A competição de 200 m medley feminino da natação nos Jogos Pan-Americanos de 2023 foi disputada em 25 de outubro no Centro Acuático Estadio Nacional, em Santiago, no Chile. No total, competiram 25 atletas de 18 Comitês Olímpicos Nacionais (CON).

## Calendário
Horário local (UTC-4).
| Data          | Horário | Fase          |
| ------------- | ------- | ------------- |
| 25 de outubro | 09:22   | Eliminatórias |
| 25 de outubro | 16:21   | Final B       |
| 25 de outubro | 16:29   | Final A       |

## Medalhistas
| Ouro   | CAN Sydney Pickrem     |
| Prata  | CAN Mary-Sophie Harvey |
| Bronze | USA Helen Noble        |

## Recordes
Antes desta competição, os recordes mundiais e dos Jogos Pan-Americanos da prova eram os seguintes:
| Tipo                             | Atleta               | Tempo   | Local   | Data                |
| -------------------------------- | -------------------- | ------- | ------- | ------------------- |
|                                  | HUN Katinka Hosszú   | 2m06s12 | Kazan   | 3 de agosto de 2015 |
| Recorde dos Jogos Pan-Americanos | USA Caitlin Leverenz | 2m10s51 | Toronto | 18 de julho de 2015 |

O seguinte novo recorde foi estabelecido durante esta competição:
| Data                  | Prova   | Atleta         | Nacionalidade | Tempo   | Recordes                         |
| --------------------- | ------- | -------------- | ------------- | ------- | -------------------------------- |
| 25 de outubro de 2023 | Final A | Sydney Pickrem | Canadá        | 2:09.04 | Recorde dos Jogos Pan-Americanos |

## Resultados

### Eliminatórias
Qualificação: Os oito mais rápidos (QA) qualificam-se para a final A e os próximos oito mais rápidos (QB) qualificam-se para a final B.
As eliminatórias foram realizadas em 25 de outubro.
| Pos. | Bateria | Raia | Atleta                | Nacionalidade                       | Tempo   | Notas |
| ---- | ------- | ---- | --------------------- | ----------------------------------- | ------- | ----- |
| 1    | 4       | 4    | Sydney Pickrem        | CAN Canadá                          | 2:14.41 | QA    |
| 2    | 4       | 3    | Helen Noble           | USA Estados Unidos                  | 2:15.23 | QA    |
| 3    | 2       | 5    | Kristen Romano        | PUR Porto Rico                      | 2:15.98 | QA    |
| 4    | 2       | 4    | Abby Harter           | USA Estados Unidos                  | 2:16.81 | QA    |
| 5    | 3       | 4    | Mary-Sophie Harvey    | CAN Canadá                          | 2:16.94 | QA    |
| 6    | 2       | 3    | Stefania Gomez        | COL Colômbia                        | 2:17.08 | QA    |
| 7    | 4       | 6    | Mckenna DeBever       | PER Peru                            | 2:17.58 | QA    |
| 8    | 3       | 5    | Gabrielle Roncatto    | BRA Brasil                          | 2:18.28 | QA    |
| 9    | 4       | 5    | Bruna Leme            | BRA Brasil                          | 2:18.63 | QB    |
| 10   | 4       | 2    | María Mata Cocco      | MEX México                          | 2:20.36 | WD    |
| 11   | 3       | 3    | Florencia Perotti     | ARG Argentina                       | 2:21.67 | QB    |
| 12   | 2       | 2    | Magdalena Portela     | ARG Argentina                       | 2:22.37 | QB    |
| 13   | 3       | 2    | Laura Melo            | COL Colômbia                        | 2:22.38 | QB    |
| 14   | 2       | 6    | Nicole Frank          | URU Uruguai                         | 2:22.76 | QB    |
| 15   | 3       | 7    | Jade Foelske          | ECU Equador                         | 2:23.86 | QB    |
| 16   | 2       | 7    | Daine Pedré           | CUB Cuba                            | 2:24.26 | QB    |
| 17   | 4       | 7    | Alondra Ortiz         | CRC Costa Rica                      | 2:24.60 | WD    |
| 18   | 4       | 1    | Lucero Mejia          | EAI Equipe de Atletas Independentes | 2:25.76 | QB    |
| 19   | 1       | 5    | Sierrah Broadbelt     | CAY Ilhas Cayman                    | 2:29.56 |       |
| 20   | 1       | 4    | María José Arrua      | PAR Paraguai                        | 2:29.60 |       |
| 21   | 2       | 1    | Sarah Szklaruk        | CHI Chile                           | 2:29.70 |       |
| 22   | 4       | 8    | Monstserrat Spielmann | CHI Chile                           | 2:30.33 |       |
| 23   | 3       | 1    | Zaylie Thompson       | BAH Bahamas                         | 2:30.53 |       |
| 24   | 1       | 3    | Paola Cwu             | HON Honduras                        | 2:33.54 |       |
| –    | 3       | 6    | Melissa Rodriguez     | MEX México                          | DNS     |       |

### Final B
A final B foi realizada em 25 de outubro.
| Pos. | Raia | Atleta            | Nacionalidade                       | Tempo   | Notas |
| ---- | ---- | ----------------- | ----------------------------------- | ------- | ----- |
| 9    | 4    | Bruna Leme        | BRA Brasil                          | 2:17.55 |       |
| 10   | 3    | Magdalena Portela | ARG Argentina                       | 2:19.38 |       |
| 11   | 6    | Laura Melo        | COL Colômbia                        | 2:20.92 |       |
| 12   | 2    | Nicole Frank      | URU Uruguai                         | 2:20.97 |       |
| 13   | 7    | Jade Foelske      | ECU Equador                         | 2:21.92 |       |
| 14   | 5    | Florencia Perotti | ARG Argentina                       | 2:23.19 |       |
| 15   | 8    | Lucero Mejia      | EAI Equipe de Atletas Independentes | 2:23.62 |       |
| 16   | 1    | Daine Pedré       | CUB Cuba                            | 2:26.29 |       |

### Final A
A final A foi realizada em 25 de outubro.
| Pos. | Raia | Atleta             | Nacionalidade      | Tempo   | Notas                            |
| ---- | ---- | ------------------ | ------------------ | ------- | -------------------------------- |
| 01 ! | 4    | Sydney Pickrem     | CAN Canadá         | 2:09.04 | Recorde dos Jogos Pan-Americanos |
| 02 ! | 2    | Mary-Sophie Harvey | CAN Canadá         | 2:11.92 |                                  |
| 03 ! | 5    | Helen Noble        | USA Estados Unidos | 2:14.19 |                                  |
| 4    | 3    | Kristen Romano     | PUR Porto Rico     | 2:15.18 |                                  |
| 5    | 7    | Stefania Gomez     | COL Colômbia       | 2:16.92 |                                  |
| 6    | 6    | Abby Harter        | USA Estados Unidos | 2:17.95 |                                  |
| 7    | 8    | Gabrielle Roncatto | BRA Brasil         | 2:18.07 |                                  |
| 8    | 1    | Mckenna DeBever    | PER Peru           | 2:18.28 |                                  |

Legenda
| Recorde mundial                  | Recorde mundial (World record)               |                       | Recorde africano                      | Recorde africano (African) |                                           | Q | Classificado por posição (Qualified) |
| Recorde dos Jogos Pan-Americanos | Recorde pan-americano (Pan-American record)  | Recorde da América    | Recorde da América (Americas)         | q                          | Classificado por melhor tempo (Qualified) |   |                                      |
| Melhor marca do ano              | Melhor marca do ano (World leading)          | Recorde asiático      | Recorde asiático (Asian)              | DNS                        | Não largou (Did not start)                |   |                                      |
| Recorde nacional                 | Recorde nacional (National record)           | Recorde europeu       | Recorde europeu (European)            | DNF                        | Não terminou (Did not finish)             |   |                                      |
| Recorde pessoal                  | Recorde pessoal do atleta (Personal best)    | Recorde da Oceania    | Recorde da Oceania (Oceania)          | DSQ / DQ                   | Desclassificado (Disqualified)            |   |                                      |
| Recorde da temporada             | Recorde da temporada do atleta (Season best) | Recorde sul-americano | Recorde sul-americano (South America) | NM                         | Sem marca (No mark)                       |   |                                      |